# Жужеляни (зупинний пункт)
Жужеля́ни — пасажирська зупинна залізнична платформа Львівської дирекції Львівської залізниці.
Розташована в с. Жужеляни Сокальський район, Львівської області на лінії Рава-Руська — Червоноград між станціями Червоноград (13 км) та Белз (2 км).
Станом на грудень 2016 р. на платформі зупиняються приміські поїзди.